# مرکز هاکی گانگ‌نئونگ
مرکز هاکی گانگ‌نئونگ (کره‌ای: 강릉 아이스하키I 경기장) یک ورزشگاه هاکی روی یخ در گانگ‌نئونگ، کره جنوبی است.
این ورزشگاه که در سال ۲۰۱۶ تأسیس شده دارای ۱۰٬۰۰۰ نفر ظرفیت می‌باشد و میزبان مسابقات هاکی روی یخ در بازی‌های المپیک زمستانی ۲۰۱۸ است.